# Lhotka (Klášterec nad Orlicí)
Lhotka (německy Freiung) je vesnice, část obce Klášterec nad Orlicí v okrese Ústí nad Orlicí. Nachází se asi dva kilometry jižně od Klášterce nad Orlicí. Lhotka leží v katastrálním území Klášterec nad Orlicí o výměře 17,91 km².

## Historie
První písemná zmínka o vesnici pochází z roku 1543. Ves byla založena současně se vsí Orlík. V roce 1713 byla připojena ke Klášterci. Název byl odvozen od lhůty stanovené k pokácení a vymýcení lesa, aby zde mohla být půda osídlena lidmi, kteří na ní hospodařili.